# Pleospora spartii
Pleospora spartii är en svampart som först beskrevs av Pier Andrea Saccardo, och fick sitt nu gällande namn av Sacc. & Berl. 1888. Pleospora spartii ingår i släktet Pleospora och familjen Pleosporaceae.   Inga underarter finns listade i Catalogue of Life.